# Ľubomír Bernáth
Ľubomír Bernáth (* 3. September 1985 in Nitra) ist ein slowakischer Fußballspieler.

## Vereinskarriere
Bernáth spielte in Jugend beim ČFK Nitra. Den ersten Profivertrag bekam er 2003 beim slowakischen Zweitligisten ŠK Eldus Močenok, er spielte dort vier Jahre. Nach dem Ende von Močenok bekam er im Juli 2007 ein Angebot von FC Spartak Trnava, wo er bis Ende Dezember 2011 spielte und in 100 Spielen 28 Tore erzielte. 
Im Januar 2012 wechselt Bernáth zum slowakischen Aufsteiger FC Zlaté Moravce.